# Planetă deșert

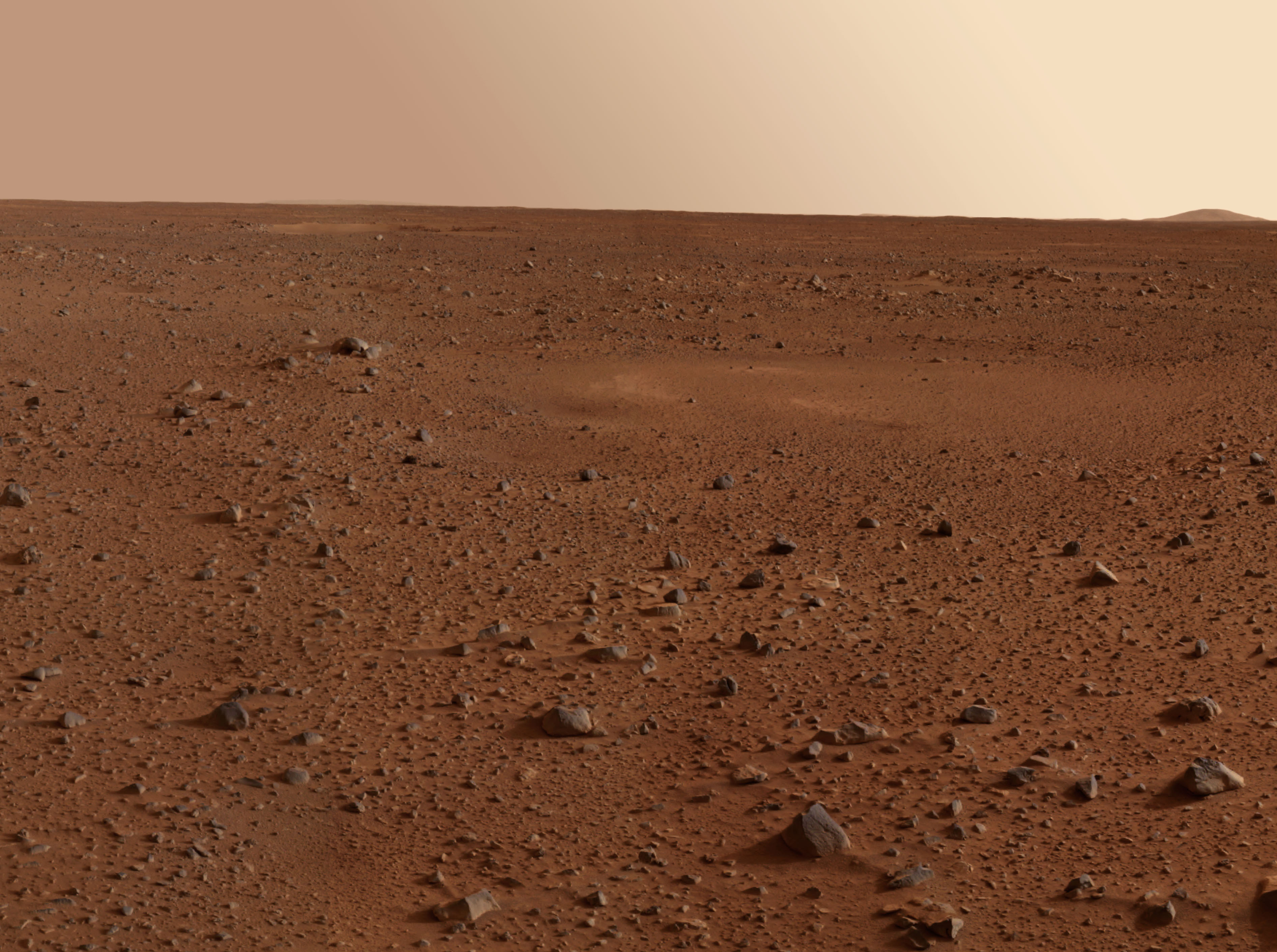
Peisaj tipic, Marte (Craterul Gusev)

O planetă deșert (sau planetă pustiu) are un singur biom major, având în mare măsură un climat uscat/deșertic cu o cantitate mică de precipitații naturale sau, deloc. Planete de acest tip sunt cunoscut științei: un exemplu clasic, este chiar Marte. Multe din planetele asemănătoare Pământului în această definiție se dovedesc a fi planete deșertice. Cu toate acestea, acest termen este adesea folosit pentru a desemna acele planete, care ar păstra o posibilitate a existenței vieții.
Conform studiilor pe planetele pustiu este posibilă existența vieții, astfel de planete sunt mai frecvente, decât "analogii Pământului". Motivul pentru aceasta este faptul că, în conformitate cu rezultatele simulării, zona locuibilă pentru planetele deșert este mult mai mare decât planetele pe care apa de suprafață este prezentă în stare lichidă. Același studiu indică faptul că Venus ar fi fost cândva o planetă locuibilă, acum însă una deșertică. Se crede că același lucru este valabil și pentru Marte, și că viața pe Marte ar putea, în principiu, să existe și în prezent. Se crede, de asemenea că Pământul va fi o planetă deșert peste câteva miliarde de ani ca urmare a creșterii în luminozitate a Soarelui.
Contrar imaginii de obicei descrise, planeta deșert, probabil, nu va avea o climă complet uniform. Probabil în apropiere de poli rămân rezerve substanțiale de apă subterană, iar modele generale ale climei vor depinde de înclinația axei de rotație.